# Rathaus (Wolfsburg)

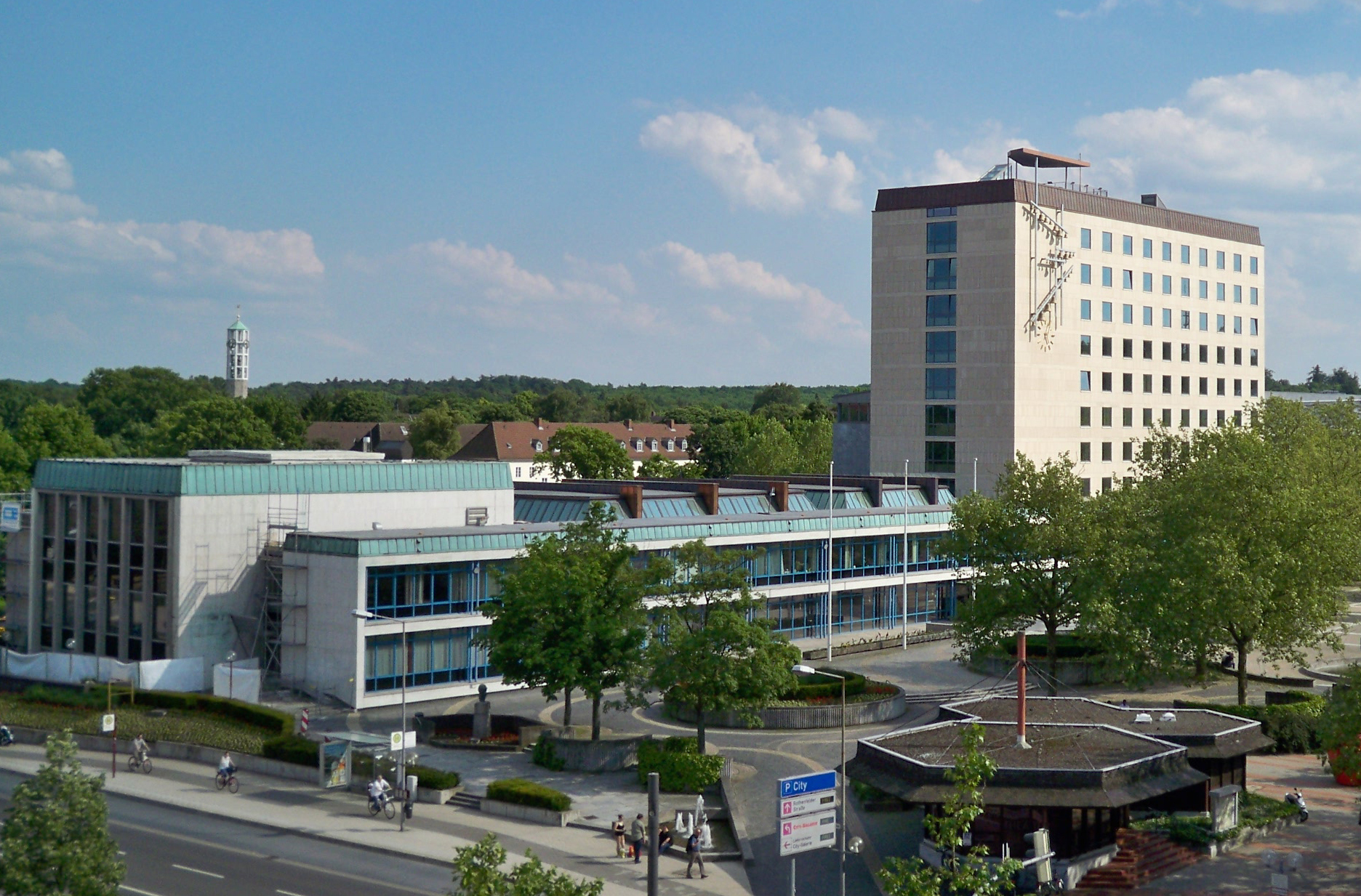
Rathaus A

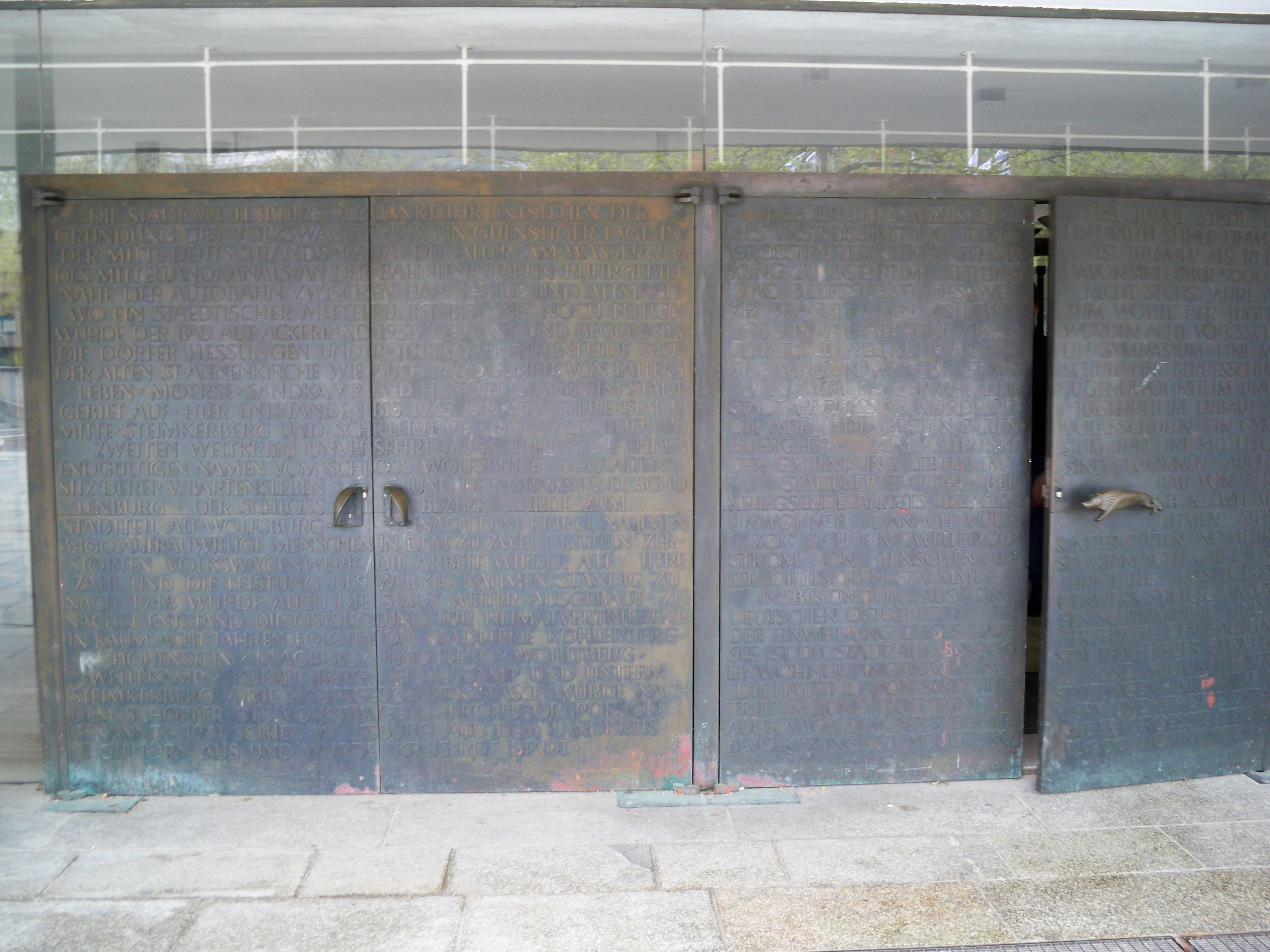
Haupteingang von Rathaus A mit Stadtchronik

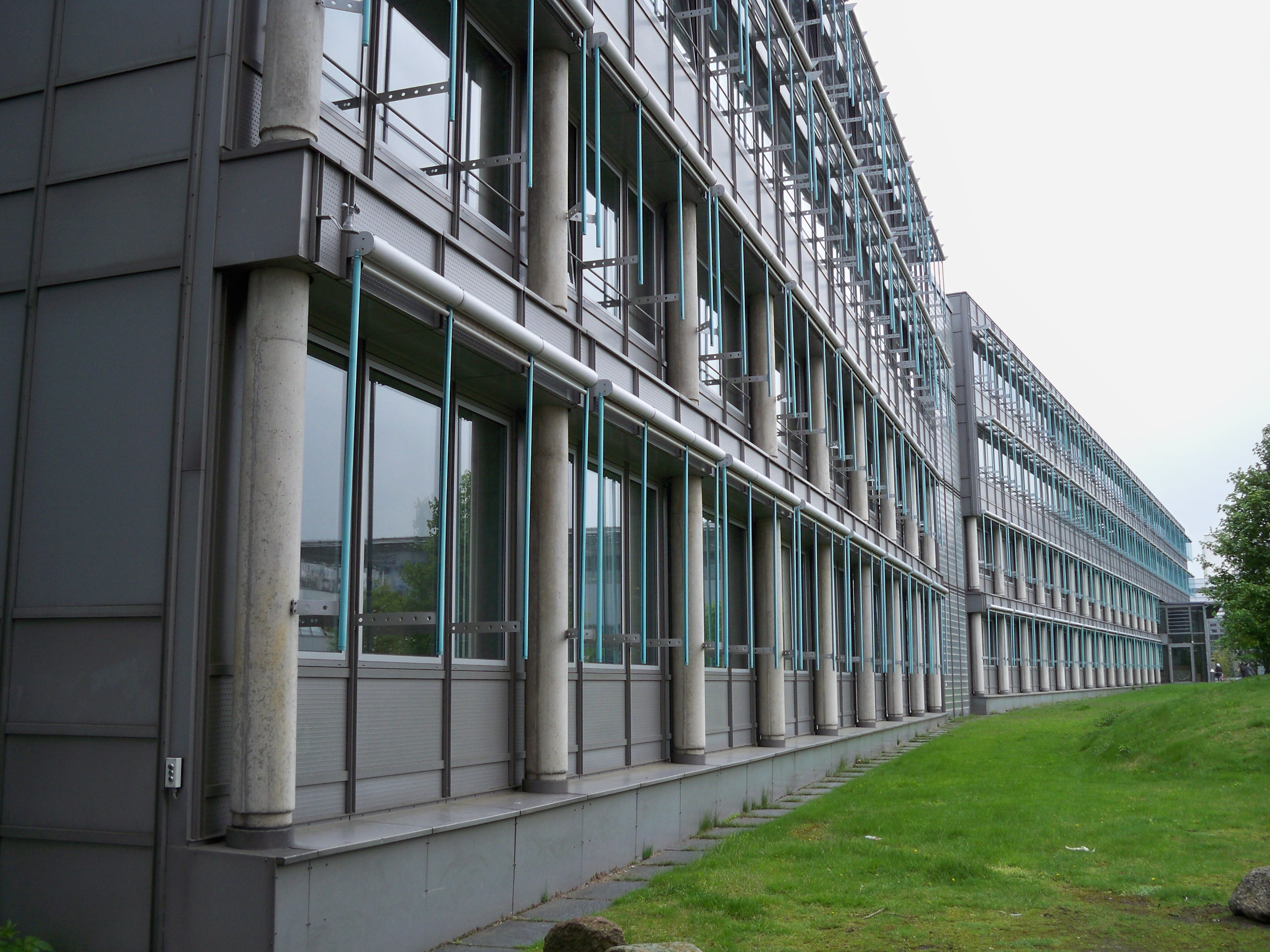
Rathaus B, Westseite

Das Rathaus Wolfsburg ist das Rathaus der Stadt Wolfsburg in Niedersachsen. Es besteht aus fünf Gebäudeteilen, die Rathaus A, B, C, D und E genannt werden. Das Rathaus A wurde nach Plänen von Titus Taeschner 1955 bis 1958 errichtet. Das Rathaus B entstand 1994 nach einem Entwurf von Schweger und Partnern.

## Geschichte
Die Stadtverwaltung der 1938 gegründeten Stadt des KdF-Wagens – 1945 in Wolfsburg umbenannt – hatte zunächst ihren Sitz im Gebäude des Amtsgerichts Fallersleben, bevor sie in Steinbaracken an der Nordsteimker Straße zog. Einige Ämter waren auch in am Schachtweg und an der Kleiststraße (ursprünglich Clausewitzstraße, später Ernst-Toller-Straße genannt) gelegenen Holzbaracken untergebracht. 1945 wurde an der Nordsteimker Straße ein Ratssitzungssaal errichtet, das Gebäude blieb auch nach dem Bau des Rathauses bestehen und wurde als Wichernsaal in das 1957 eröffnete Emmaus-Heim integriert.
Mitte der 1950er Jahre brauchte die schnell wachsende Stadt Wolfsburg statt der bisherigen Provisorien ein neues, größeres Rathaus. Aus einem Ideenwettbewerb ging 1954 der Entwurf des Wolfsburger Architekten Titus Taeschner als Sieger hervor. Die Stadtverwaltung legte Wert darauf, dass sich das Rathaus optisch von den Gebäuden des Volkswagenwerks unterschied, und akzeptierte daher keine Klinkerfassade. Am 20. September 1955 wurde der Grundstein gelegt. Für die dem Markt zugewandte Westseite wurde von Erich Fritz Reuter aus West-Berlin ein Glockenspiel entworfen. Während des Baus stürzte die Bürgerhalle am 30. November 1956 ein. 1956 organisierte man auch ein Preisausschreiben zur Auswahl geeigneter Volkslieder für das Glockenspiel, das 1957 installiert wurde. Am 22. März 1958 erfolgte die Einweihung des Rathauses durch Oberbürgermeister Arthur Bransch, seit diesem Tag erklingt auch täglich das Glockenspiel.
1977/78 erhielt der Rathausplatz seine heutige Gestalt. Dabei konnte das Rathaus nicht mehr ebenerdig erreicht werden. Der damals erbaute Informations-Pavillon, zuletzt als Theaterkasse genutzt, wurde 2013 wieder abgerissen.
1994 wurde in der südlichen Verlängerung nach einem Entwurf von Schweger und Partnern das Rathaus B errichtet.
Später wurden folgende Nachbargebäude, die die Stadtverwaltung nutzt, ebenfalls als Rathaus bezeichnet: ehemaliges Amtsgericht, Pestalozziallee 1 (Rathaus C), Neubau Geschäftsbereich Jugend, Pestalozziallee 1a (Rathaus D) und Piazetta-Eck, Porschestraße 47 (Rathaus E). 
2012 bis 2013 wurde das Rathaus A renoviert. Es erhielt dabei eine verbesserte Wärmedämmung, neue Fenster und eine neue, beige Travertin-Fassade. Die grün angelaufenen Kupferplatten des oberen Daches wurden durch neue Kupferplatten ersetzt, im flacheren Teil blieben die angelaufenen Kupferplatten abschnittsweise erhalten.

## Die Gebäude A und B
Das Rathaus liegt in Nord-Süd-Richtung in der Innenstadt, parallel zur Haupteinkaufsstraße Porschestraße, die sich am Rathaus zum Marktplatz erweitert. Es trägt die Adresse Porschestraße 49. Im Rathaus A befinden sich unter anderem die Büros des Oberbürgermeisters und der Dezernenten sowie die Bürgerhalle, die für Ausstellungen und Veranstaltungen genutzt wird, und der Ratssitzungssaal, in dem der Rat der Stadt Wolfsburg tagt. Im Saal sitzen die Ratsmitglieder in einem großen Rund; ein kreisförmiges Oberlicht unterstreicht die Form. Drei kubische Komplexe durchdringen sich, wobei der zehngeschossige, südlich gelegene Baukörper mit 35 m Höhe dominiert. Nach Norden hin liegen Bürgerhalle, Sitzungssaal und Ratskeller. Ursprünglich wurde so die Gewaltenteilung zwischen der Exekutive im Hochhausbereich, der Legislative im Ratssitzungssaal und nördlich der Pestalozziallee die Judikative im damaligen Amtsgericht symbolisiert.
Die Außenwände sind mit Travertin verkleidet, die Dächer und Dachverkleidungen des Sargdeckeldaches mit Kupfer gedeckt. Die Fenster sind an der Westfassade von einheitlicher Größe und Anordnung. Lediglich an der linken Seite fehlen Fenster. Über dem dort angebrachten Glockenspiel befindet sich ein vorspringendes Dach mit der Form eines unregelmäßigen Vierecks. Das Dach ist begehbar, jedoch nur eingeschränkt der Öffentlichkeit zugänglich.
Das von der Firma Eduard Korfhage & Söhne hergestellte Glockenspiel besteht aus 24 Bronzeglocken, die 24 bis 450 Kilogramm schwer sind. Zusammen wiegen sie 3000 Kilogramm. Von 8 bis 20 Uhr werden meist stündlich Volksliedmelodien gespielt, in der Adventszeit Adventslieder.
Die mehrflügelige Eingangstür besteht aus Bronze und zeigt eine Stadtchronik bis 1958. Einige der Türgriffe sind Wolfsfiguren. Der Fußboden der Bürgerhalle besteht aus unterschiedlich gefärbten und geformten Fliesen und stellt einen Stadtplan im Maßstab 1:50 zur Zeit der Rathauseröffnung dar. Die Türen zum Ratssitzungssaal sind mit Intarsien von Otto Heinrich Brock aus Heiligendorf versehen.
Das viergeschossige Rathaus B liegt etwas nach Osten versetzt in der Verlängerung von Rathaus A. Zwischen beiden Häusern gibt es einen nach außen geschlossenen, zweistöckigen Verbindungsgang. Das Rathaus B hat eine Aluminium-/Naturstein-/Glas-Fassade und ein Flachdach. Dort befinden sich weitere Geschäftsbereiche der Stadtverwaltung wie Soziales und Gesundheit, Bürgerdienste sowie Stadtplanung und Bauberatung. 
Das Rathaus B liegt teilweise östlich des Alvar-Aalto-Kulturhauses und nahe am Kunstmuseum, das ebenfalls von Schweger und Partnern entworfen wurde. Die drei Gebäude schließen den Hollerplatz ein. Ostwärts liegt die Rathausstraße, eine Nebenstraße mit zahlreichen Parkplätzen.